# 川东姜
川东姜（学名：Zingiber atrorubens）为姜科姜属下的一个种。

## 扩展阅读
維基物種上的相關：川东姜